# Mo' Wax
Mo' Wax fue un sello discográfico británico propiedad de James Lavelle, quien lo fundó a comienzos de los años 1990. El sello fue ampliamente reconocido a mediados de los noventa por situarse a la vanguardia del trip hop, del turntablism y del rap alternativo. El sello también es responsable de haber logrado que el artista de grafiti Futura 2000 se hiciera conocido al utilizar su artwork en muchas de sus referencias.

## Álbumes
- MW LP 001 V/A - Jazz Hip Jap Project
- MW LP 002 Federation - Flower To The Sun
- MW LP 003 V/A - Royaltie$ Overdue
- MW 025 LP DJ Krush - Strictly Turntablized
- MW 026 V/A - Headz
- MW 034 LP Money Mark - Mark's Keyboard Repair
- MW 039 LP DJ Krush - Meiso   LP
- MW 046 LP Dr Octagon - Dr. Octagonecologyst
- MW 059 DJ Shadow - Endtroducing...
- MW 061 LP V/A - Headz 2A
- MW 062 LP V/A - Headz 2B
- MW 064 LP Dr Octagon - Instrumentalyst (Octagon Beats)
- MW 072 LP Luke Vibert - Big Soup
- MW 073 LP Sukia - Contacto Espacial Con El Tercer Sexo
- MW 077 LP DJ Krush - Milight
- MW 078 LP Liquid Liquid - Liquid Liquid
- MW 080 LP Attica Blues - Attica Blues
- MW 082 LP V/A - The Original Artform
- MW 085 UNKLE - Psyence Fiction
- MW 085S UNKLE - Psyence Fiction
- MW 088 LP DJ Krush - Holonic: The Self Megamix
- MW 090 Money Mark - Push The Button
- MW 090 LP Money Mark - Push The Button (One 12", One 10" & One 7")
- MW 101 V/A - Time Machine
- MW 102 Urban Tribe - The Collapse Of Modern Culture
- MW MFW LP 001 Love TKO - Headturner
- MW SS LP 001 Blackalicious - Melodica
- MWR 099 LP Andrea Parker - Kiss My Arp
- MWR 099 LPX Andrea Parker - Kiss My Arp
- MWR 099 LPZ Andrea Parker - Kiss My Arp (Instrumental)
- MWR 104 LP Tommy Guerrero - A Little Bit Of Somethin'
- MWR 105 LP Major Force West - 93-97
- MWR 110 LP V/A - Quannum Spectrum
- MWR 110 LPS V/A - Quannum Spectrum (Instrumentals)
- MWR 112 LP Blackalicious - Nia
- MWR 112 LPX Blackalicious - Nia (3 x LP)
- MWR 115 LP DJ Assault - Bella Isle Tech (3 x LP)
- MWR 121 LP1 DJ Magic Mike - The Journey (Era Of Bass Part 1)
- MWR 122 LP Divine Styler - Wordpower 2: Directrix
- MWR 129 LP Nigo - Ape Sounds
- MWR 132 LP South - From Here On In
- MWR 132 LPX South - From Here On In (Ltd Edition 2 x LP plus 7" in gatefold pop-up sleeve)
- MWR 141 LP David Axelrod - David Axelrod
- MWR 143 LP Malcolm Catto - Popcorn Bubble Fish   10"
- MWR 145 LP V/A - Now Thing
- MWR 152 LP Malcom Catto - Bubblefish Breaks
- MWR 155 LP Jordan Fields- Moments In Dub
- MWR 158 LP Tommy Guerrero - Soul Food Taqueria
- MWR 159 LP Parsley Sound - Parsley Sounds
- MWU 001 LP UNKLE - Never, Never, Land